# Knut Ribbing (död 1518)
Knut Ribbing, födelseår okänt, död 1518, var en svensk väpnare och häradshövding.

## Biografi
Knut Ribbing var son till häradshövdingen Peder Ribbing i släkten Ribbing och Märta Bosdotter (Natt och Dag). Han beseglade 6 maj 1481 ett brev i Hångsdala och hade då tre sjöblad i sigillet. Ribbing var 1485 och 3 januari 1496 häradshövding i Marks härad. Den 29 augusti 1493 kallas han väpnare, då han gjorde ett jordbyte på gården Svanserid med Gudhems kloster. Ribbing levde fortfarande 1507.

### Egendom
Ribbing ägde Svanserid i Torestorps socken och Fästered i Finnekumla socken.

### Familj
Ribbing gifte sig efter 1488 med Kerstin Gustavsdotter (stjärna), dotter av väpnaren Gustaf Mattsson (stjärna) och Brita Pedersdotter (Bååt). De fick tillsammans barnen Peder Ribbing (död 1521), Lindorm Ribbing (död 1521), Seved Ribbing (död 1530), lagmannen Nils Ribbing (död 1580), Malin Ribbing var gift med hövitsmannen Severin Kijl, mönstringsherren Sven Ribbing (död 1577), Christina Ribbing som var gift med ståthållaren Peder Jönsson Ulfsax, Sigrid Ribbing, Märta Ribbing som var gift med Carl Tordsson (Store) och Brita Ribbing som var gift med krigshövitsmannen Gustaf Knutsson (Roos af Hjelmsäter). Sönerna Peder och Lindorm halshöggs 1521 i Jönköping.